# Johann Herzog
Johann Herzog – zbrodniarz hitlerowski, członek załogi obozu koncentracyjnego Buchenwald i SS-Scharführer.
W latach 1940–1942 pełnił służbę w kamieniołomach obozu Buchenwald. Herzog okrutnie znęcał się wówczas nad więźniami, nierzadko ze skutkiem śmiertelnym. Zmuszał również więźniów do ucieczki w stronę obozowego ogrodzenia, gdzie byli oni rozstrzeliwani przez wartowników SS. W procesie przed zachodnioniemieckim Sądem w Heidelbergu w 1949 Herzog skazany został na 12 lat pozbawienia wolności za zbrodnie popełnione w Buchenwaldzie.   